# Emil von Sydow
Emil von Sydow (15 de julio de 1812 - 13 de octubre de 1873) fue un geógrafo y cartógrafo alemán, iniciador de una metodología rigurosa en la confección de mapas, que aplicó en sus atlas escolares de gran difusión.

## Semblanza
Sydow nació en Freiberg, Sajonia. Antes de 1843, fue instructor de geografía en la academia militar de Erfurt, y luego fue nombrado miembro de la Comisión de Exámenes Ober-Militär en Berlín. En 1849 comenzó a impartir instrucción en geografía al príncipe Alberto de Prusia (1837-1906), y poco después dio conferencias sobre geografía militar en la Allie Gemeinen Kriegsschule. De 1855 a 1860 realizó tareas geográficas y cartográficas en Gotha, y tras regresar a Berlín, fue nombrado  en 1867 Abtheilungschef (jefe de división) del Estado Mayor de Prusia. En 1870 alcanzó el rango de Coronel, y murió tres años después en Berlín debido al cólera.

## Trabajo cartográfico
Se le considera el fundador de la escuela metodológica de cartografía, y se distinguió por crear sus propios mapas murales para la instrucción en las aulas. En 1838, produjo un mapa físico de Asia en su "Schulmethodischer Wand Atlas" (Atlas metodológico de pared para escuelas) que pronto fue seguido por mapas de otros continentes. En estos mapas, Sydow desarrolló una metodología de color para las características del paisaje, utilizando hachuras, donde se representaban las tierras bajas en color verde y las tierras altas en color marrón. Wilhelm Perthes (1793-1853) de la editorial ""Justus Perthes Geographische Anstalt Gotha" quedó impresionado con la obra de Sydow y en 1849 produjo el "Schulatlas in sechsunddreigig Karten" (Atlas escolar en 36 mapas), una obra que llegaría a 39 ediciones en 1887. 
Después de la muerte de Sydow, Hermann Wagner (1840-1929), profesor de geografía en la Universidad de Gotinga, diseñó el "Sydow-Wagner Methodischer Schulatlas" (Atlas Metodológico Escolar de Sydow-Wagner) con 60 mapas principales y 50 en recuadros.